# Germaringen
Germaringen è un comune tedesco di 3 777 abitanti, situato nel land della Baviera.